# Мъглене
Мъглене е село в Южна България. То се намира в община Кирково, област Кърджали.

## География
Село Мъглене се намира в Източните Родопи на около 70 км от областния град Кърджали.

## История
До 1934 година Мъглене носи името Булутлар. Според проучванията на Анастас Разбойников през 1830 година селото е имало 35 помашки къщи, през 1878 – 40, а през 1912 и 1920 година – 48 къщи.

## Население
Преброяване на населението през 2011 г.
Численост и дял на етническите групи според преброяването на населението през 2011 г.:
|                     | Численост | Дял (в %) |
| Общо                | 59        | 100,00    |
| Българи             | 0         | 0,00      |
| Турци               | 51        | 86,44     |
| Цигани              | 0         | 0,00      |
| Други               | 0         | 0,00      |
| Не се самоопределят | 3         | 5,08      |
| Неотговорили        | 5         | 8,47      |

## Културни и природни забележителности
В края на язовир Мъглене се намира старата джамия Булутлар джамии (1461 г.)

## Други
Под селото има язовир, който е подходящ за риболов през всички сезони.